# Croizet-sur-Gand
Croizet-sur-Gand – miejscowość i gmina we Francji, w regionie Owernia-Rodan-Alpy, w departamencie Loara.
Według danych na rok 1990 gminę zamieszkiwało 208 osób, a gęstość zaludnienia wynosiła 35 osób/km² (wśród 2880 gmin regionu Rodan-Alpy Croizet-sur-Gand plasuje się na 1419. miejscu pod względem liczby ludności, natomiast pod względem powierzchni na miejscu 1442.).